# Turó de la Constitució
El Turó de la Constitució de Johannesburg és la seu de la Cort Constitucional de Sud-àfrica, màxima institució per a la protecció dels drets i llibertats del país. Ubicat sobre l'antic complex penitenciari d'Old Fort, conegut també com a Number Four, fou un històric espai de repressió per on passaren milers de ciutadans abans de la instauració de la democràcia el 1994.
Un gran nombre d'activistes i dirigents polítics, des de Mahatma Gandhi fins a Nelson Mandela, patiren la manca de llibertat en aquest espai. És també una institució cultural amb exposicions permanents i itinerants, amb un servei pedagògic adreçat al públic escolar i a la ciutadania en general. Al Turó de la Constitució s'organitzen també un gran nombre d'actes i esdeveniments amb l'objectiu de fomentar els drets humans i els valors democràtics. És membre de la Coalició Internacional d'Espais de Consciència.

## Història
Sobre un promontori al nord de Johannesburg, Old Fort va ser construït el 1893 com a presó d'alta seguretat. Amb el temps va ser utilitzat com a fort militar i com a espai de repressió, reclusió i abús. Gairebé tots els dirigents polítics importants de la història de Sud-àfrica, així com molts ciutadans atrapats per la xarxa de repressió colonial, l'apartheid i el racisme, van ser empresonats en els edificis d'Old Fort. Els seus murs foren testimoni d'un sistema polític injust, d'una institució penal brutal, del terrorisme d'Estat i la resistència de generacions de presos. El 1995 els jutges de Sud-àfrica varen triar el complex penitenciari com a seu del nou Tribunal Constitucional.